# 줄리애너 맥카시
줄리애나 매카시(Julianna McCarthy, 1929년 8월 17일 ~ )는 미국의 배우이다. 이리에서 태어났다.

## 출연 작품
- 허피스 보이 (2009년)
- 제인 도: 아이 오브 더 비홀더 (2008년)
- 슈레더맨 (2007년)
- 테드 번디 (2002년)
- 스타쉽 트루퍼스 (1997년)
- 프라이트너 (1996년)
- A Bucket of Blood (1995)
- 의혹의 시간 (1993년)
- 천사의 침묵 (1993년)
- LA 이야기 (1991년)
- 멜리딕션 (1990년)
- 악령의 퍼스트 파워 (1990년)
- 파라다이스 (1988년)
- 악령의 분신 (1988년)
- 라스트 버진 (1982년)

### 텔레비전
- ER (1994년)
- 더 영 앤 더 레스트리스 (1973년)